# Saint-Benin-d'Azy
Saint-Benin-d'Azy (Saint-Mnin-d'Azy en nivernais) est une commune française, située dans le département de la Nièvre, en région Bourgogne-Franche-Comté. Elle porta le nom d'Azy-sur-Ixeure puis Azy-aux-Amognes.

## Géographie

### Hydrographie
Trois rivières ou ruisseaux arrosent la commune, l'Ixeure, le Barathon et le Rio. Au XIXe siècle, l'eau n'était pas abondante en Nivernais et les habitants possédaient des sources, citernes, puits creusés peu profond, à sec les étés chauds et devant aller chercher l'eau à plusieurs centaines de mètres. Ainsi à Saint-Benin-d'Azy «  Il est notoire que de temps immémorial on a fait aucune réparations publiques à frais communs dans la commune, malgré les sommes considérables qui ont été levées. De douze fontaines servant aux usages journaliers et des onze villages, une seule, celle de Montgoublin est en règle et bien entretenue aux frais du citoyen Saint-Phalle ; parmi les onze autres, les une sont creusées en façon de puits carré, d'autres en bassin, toutes sont sans margelles et sans aucune espèce de garants, les égouts, les ravines s'y embouchent et corrompent l'eau  »

### Villages, hameaux, lieux-dits, écarts
Le Bourg, Bellevue, la Buissonnerie, Chaume Temponette, Chérault, Deux-Villes, la Cave, la Chaume, la Filature, la Guesne, la Guienne, la Haute-Cour, la Mouille, Moulin de Valotte, la Petite-Forge, Lavault, le Fourneau, les Blozats, les Blouzards, les Gamards, les Grandes Chaumes, Le Vieil-Azy, Magereuil, Maison Blanche, Maison Rouge, Montgoublin, Montsavault, Mousseaux (ancienne commune et paroisse rattachée), le Petit Moulin, Paillot, Rongefer, Rosange, Sauvry bas, Sauvry haut, Segoule, Trailles, Valotte et Vannay.

### Communes limitrophes
| Saint-Jean-aux-Amognes | Saint-Firmin                    | Billy-Chevannes |
| La Fermeté             | Saint-Benin-d'Azy               | Cizely          |
| Limon                  | Beaumont-Sardolles, Ville-Langy | Anlezy          |

### Climat
Pour des articles plus généraux, voir Climat de la Bourgogne-Franche-Comté et Climat de la Nièvre.
En 2010, le climat de la commune est de type climat océanique dégradé des plaines du Centre et du Nord, selon une étude du Centre national de la recherche scientifique s'appuyant sur une série de données couvrant la période 1971-2000. En 2020, Météo-France publie une typologie des climats de la France métropolitaine dans laquelle la commune est exposée à un climat océanique altéré et est dans la région climatique  Centre et contreforts nord du Massif Central, caractérisée par un air sec en été et un bon ensoleillement. 
Pour la période 1971-2000, la température annuelle moyenne est de 11 °C, avec une amplitude thermique annuelle de 16 °C. Le cumul annuel moyen de précipitations est de 1 012 mm, avec 12,5 jours de précipitations en janvier et 8,4 jours en juillet. Pour la période 1991-2020, la température moyenne annuelle observée sur la station météorologique de Météo-France la plus proche, « Ourouer », sur la commune de Vaux d'Amognes à 9 km à vol d'oiseau, est de 11,3 °C et le cumul annuel moyen de précipitations est de 889,3 mm. 
La température maximale relevée sur cette station est de 41,5 °C, atteinte le 7 août 2003 ; la température minimale est de −13,5 °C, atteinte le 1er mars 2005,,. 
Les paramètres climatiques de la commune ont été estimés pour le milieu du siècle (2041-2070) selon différents scénarios d'émission de gaz à effet de serre à partir des nouvelles projections climatiques de référence DRIAS-2020. Ils sont consultables sur un site dédié publié par Météo-France en novembre 2022.

## Urbanisme

### Typologie
Au 1er janvier 2024, Saint-Benin-d'Azy est catégorisée commune rurale à habitat dispersé, selon la nouvelle grille communale de densité à sept niveaux définie par l'Insee en 2022.
Elle est située hors unité urbaine. Par ailleurs la commune fait partie de l'aire d'attraction de Nevers, dont elle est une commune de la couronne,. Cette aire, qui regroupe 93 communes, est catégorisée dans les aires de 50 000 à moins de 200 000 habitants,.

### Occupation des sols
L'occupation des sols de la commune, telle qu'elle ressort de la base de données européenne d’occupation biophysique des sols Corine Land Cover (CLC), est marquée par l'importance des territoires agricoles (67,6 % en 2018), une proportion sensiblement équivalente à celle de 1990 (68,2 %). La répartition détaillée en 2018 est la suivante : prairies (40,6 %), forêts (30,4 %), terres arables (20,9 %), zones agricoles hétérogènes (6,1 %), zones urbanisées (2 %). L'évolution de l’occupation des sols de la commune et de ses infrastructures peut être observée sur les différentes représentations cartographiques du territoire : la carte de Cassini (XVIIIe siècle), la carte d'état-major (1820-1866) et les cartes ou photos aériennes de l'IGN pour la période actuelle (1950 à aujourd'hui).

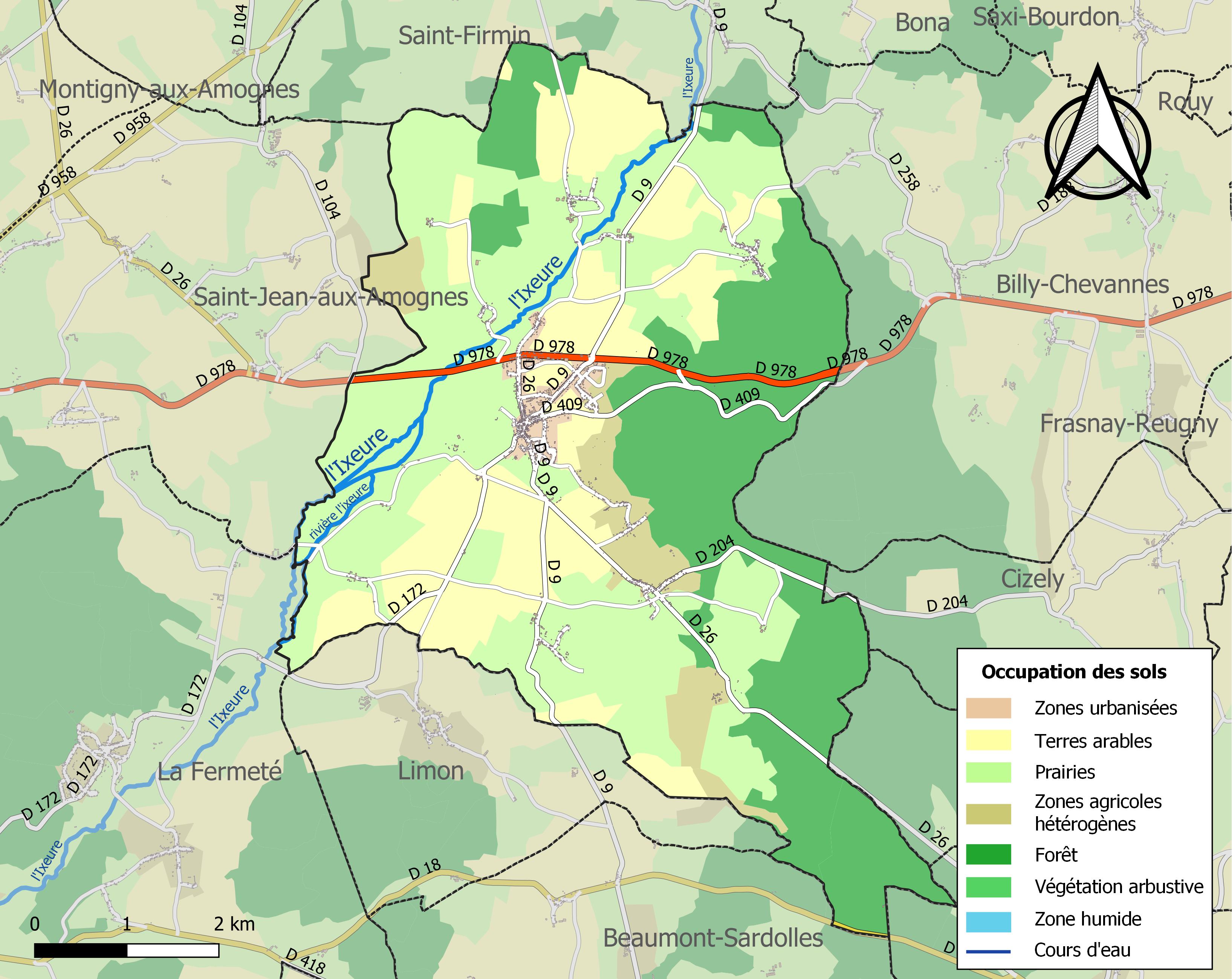
Carte des infrastructures et de l'occupation des sols de la commune en 2018 (CLC).

## Histoire
Ce site gallo-romain, ancien lieu de passage des bouviers et des bûcherons, tire la première partie de son nom de saint Bénigne, évangélisateur de la Bourgogne, bien connu à Dijon où sous l'empereur Marc Aurèle, un certain Térence lui fit infliger de bien mauvais traitements.
Dans les premiers siècles, les lieux comportent quatre paroisses : Mousseaux - Saint-Bénigme -  Saint-Christophe - Saint-Étienne. C'est probablement au XIIIe siècle que la paroisse fut créée et reçut ce nom qui effaça jusqu'à la fin du XVe siècle le nom d'origine.
Azy proviendrait d'un général romain Azyus, qui commandait le camp retranché de la région.
Au XIIIe siècle, les sires d'Asnois firent construire la forteresse de Rongefer à Sauvry. De cette seigneurie dépendaient la plupart des fiefs de Montgoublin, Azy, Mousseaux, Segoule et Valotte (tous lieux situés dans la commune).
La terre d'Azy fut érigée en marquisat par lettres patentes du Roy Louis XV pour Louis-Henri de Las, frère de Jean-Baptiste-Bernard de Las, comte de Prye (Michel de Las, le fils de ce dernier, est dit en janvier 1758 l'héritier de son père et de son oncle, sous la tutelle de sa mère Marie-Jeanne Du Bourg) ; il englobait la plupart des fiefs du territoire de Saint-Benin : Cherault, Trailles, Azy, Mousseaux et Valotte.

### Révolution française
Au moment de la Révolution, le village de Saint-Benin d'Azy fut presque entièrement détruit. et son nom changé en Azy-les-Amognes.
L'ancienne église Saint-Christophe entourée de son cimetière, construite à l'emplacement de l'actuel Café des arts, subit elle aussi la Révolution ; elle fut vendue comme bien national et rasée, ses cloches étant expédiées par la Loire vers Orléans pour y être fondues.
En 1801, le canton de Saint-Benin-d'Azy est créé.
La nouvelle église, datant des années 1830 fut édifiée par Gustave de Saint-Phalle, maire du village à cette époque ; les travaux étant financés à la fois par la commune et par le comte Denys Benoist d'Azy, qui fit don du terrain.
En 1879 une épidémie d'angine couenneuse est observée par le docteur Charles Fichot installé à Nevers.

## Politique et administration

### Administration religieuse
- 1786  - Nicolas François Tirode (1740-1811), curé jusqu'au 2 avril 1811, date de son décès.
- 1789-1811 - Nicolas François Tirode, curé ayant prêté le serment constitutionnel
- 1893          -  Bourdillat, curé en poste à cette date.

### Liste des maires

#### Maires nommés
- 1800-1800 -  Saint-Phalle, nommé par le préfet vers le mois de mars puis il démissionne rapidement.
- 1813-1832 - Pierre Louis Laroche, nommé par le préfet le 6 février 1813, une dizaine de jours avant le décès de son père, a qui il succède dans cette charge, il sera renommé en 1821 et le 31 janvier 1826
- 1800-1803 -  Nicolas Tirode, curé, nommé par le préfet et installé le 27 juin 1800
- 1803-1808 - François Guérin de la Roussardière , directeur des Forges et Fourneaux de M. Brière. Nommé par le préfet le 5 mars 1803 ainsi que le 1er février 1808, mais il démissionne le 1er juin et se retire dans son Anjou natal dont il devint conseiller général d'Indre-et-Loire.
- 1808-1812 - Pierre Catin, maître de forge.
- 1812-1813 -  Pierre Laroche (père) - notaire impérial, nommé par le préfet le 23 mars 1812, à la suite du changement de domicile de Pierre Catin. Il meurt le 17 février 1813.
- 1813-1832 - Pierre-Louis Laroche (fils) : Nommé par le préfet une dizaine de jours après la mort de son père. Renommé en 1821 et le 31 janvier 1826. Il démissionnera en 1832.
- 1832-1836 - Jean Mathieu Dasville : Nommé par le préfet le 24 janvier 1832. Renommé le 16 février 1835 et le 10 août 1837. Il meurt le 15 avril 1837.
- 1838-1875 - Charles-Edmond de Saint-Phalle (1794-1875) : Nommé par le préfet le 10 mai 1838 et installé le 20, il sera renommé le 17 août 1840 et le 22 juillet 1843. Puis sera élu par suite de changement législatif, pour être à nouveau nommé par le préfet le 20 juillet 1852, confirmé  le 8 juillet 1855, ainsi que le 12 août 1860 et 26 août 1865. Après la chute du Second Empire il est réélu, et à nouveau nommé par décret du président de la République le 1er mars 1874.
- 1876 -  Paul Benoist d'Azy (vicomte), propriétaire. Nommé par décret du président de la République le 6 janvier 1876 et ne reste que quelques mois en fonction.
- 1876-1879 - Paul Émile Guttron (v.1827-?), Nommé le 29 mai 1876 et démissionnera une fois nommé juge de paix.

#### Maires élus
| Période            | Période        | Identité                | Étiquette            | Qualité                                                                                    |
| ------------------ | -------------- | ----------------------- | -------------------- | ------------------------------------------------------------------------------------------ |
| 14 décembre 1789   | ?              | Nicolas François Tirode | Révolutionnaire      | Curé constitutionnel                                                                       |
| mars 1793          | septembre 1793 | Joseph Joly             |                      | Menuisier, démissionne car ayant été nommé conseiller général                              |
| septembre 1793     | novembre 1795  | Étienne Louis Gonin     |                      | Notaire public, représentant la paroisse à l'Assemblée du Tiers-État du Nivernais en 1789  |
| 15 novembre 1795   | ?              | Barthélémy Madinier     |                      | Agent municipal nouvelle dénomination de la Constitution de l'an II                        |
| 1798               | 1800           | Étienne Louis Gonin     |                      | Notaire public                                                                             |
| 28 août 1848       | 1852           | Charles de Saint-Phalle |                      | châtelain                                                                                  |
| 8 mai 1871         | 1874           | Charles de Saint-Phalle |                      | châtelain                                                                                  |
| 23 avril 1882      | octobre 1901   | Victor Frebault         |                      | Banquier, président du conseil général de la Nièvre, réélu le 11 mars 1883 après démission |
| 1er septembre 1901 | mai 1904       | Joseph Mahuet           |                      | Négociant, marchand quincailler                                                            |
| mai 1904           | † janvier 1912 | Claude Amiot            |                      |                                                                                            |
| janvier 1912       | 1922           | Alphonse Colas          |                      | réélu en mai 1912 et décédé le 26 juin 1922                                                |
| 1922               | 1929           | Eugène Dubois           |                      |                                                                                            |
| 1929               | 1944           | Clément Theuriot        |                      |                                                                                            |
| 1944               | 1953           | Émile Ducrot            |                      |                                                                                            |
| 1953               | 1957           | Louis Carniot           |                      |                                                                                            |
| mars 1957          | décembre 1977  | Pierre Petit            | PS                   | Sénateur                                                                                   |
| décembre 1977      | mars 1995      | Gilbert Clair           | PS                   | Instituteur (retraité) et conseiller général                                               |
| mars 1995          | 2014           | Françoise Lereu         | PS                   | Inspecteur général du trésor (retraitée) Suppléante du député Didier Boulaud               |
| mars 2014          | En cours       | Jean-Luc Gauthier       | UMP puis LR puis DVD | Conseiller général (2008-2016) des cantons de Saint-Benin-d'Azy puis de Guérigny.          |

- Ravizy, sera membre sans interruption du conseil municipal de 1892 à 1929.

## Démographie
L'évolution du nombre d'habitants est connue à travers les recensements de la population effectués dans la commune depuis 1793. Pour les communes de moins de 10 000 habitants, une enquête de recensement portant sur toute la population est réalisée tous les cinq ans, les populations de référence des années intermédiaires étant quant à elles estimées par interpolation ou extrapolation. Pour la commune, le premier recensement exhaustif entrant dans le cadre du nouveau dispositif a été réalisé en 2005.
En 2022, la commune comptait 1 257 habitants, en évolution de −2,41 % par rapport à 2016 (Nièvre : −3,28 %, France hors Mayotte : +2,11 %).
| 1793  | 1800  | 1806  | 1821  | 1831  | 1836  | 1841  | 1846  | 1851  |
| ----- | ----- | ----- | ----- | ----- | ----- | ----- | ----- | ----- |
| 1 461 | 1 545 | 1 431 | 1 640 | 1 637 | 1 618 | 1 716 | 1 766 | 1 804 |

| 1856  | 1861  | 1866  | 1872  | 1876  | 1881  | 1886  | 1891  | 1896  |
| ----- | ----- | ----- | ----- | ----- | ----- | ----- | ----- | ----- |
| 1 862 | 1 859 | 1 905 | 1 914 | 1 937 | 1 986 | 1 923 | 1 948 | 1 893 |

| 1901  | 1906  | 1911  | 1921  | 1926  | 1931  | 1936  | 1946  | 1954  |
| ----- | ----- | ----- | ----- | ----- | ----- | ----- | ----- | ----- |
| 1 795 | 1 700 | 1 577 | 1 424 | 1 293 | 1 155 | 1 077 | 1 120 | 1 046 |

| 1962  | 1968  | 1975  | 1982  | 1990  | 1999  | 2005  | 2006  | 2010  |
| ----- | ----- | ----- | ----- | ----- | ----- | ----- | ----- | ----- |
| 1 114 | 1 126 | 1 143 | 1 163 | 1 243 | 1 207 | 1 250 | 1 248 | 1 287 |

| 2015  | 2020  | 2022  | - | - | - | - | - | - |
| ----- | ----- | ----- | - | - | - | - | - | - |
| 1 286 | 1 262 | 1 257 | - | - | - | - | - | - |

## Économie
La population vivait d'abord de la viticulture et de l'agriculture. À partir du XVIIe siècle un minerai de fer est exploité dans les bois d'Azy avec l'installation d'une forge qui traite une moyenne de 65 tonnes de petit fer par an. Puis au siècle suivant se développèrent les activités métallurgiques et sidérurgiques sous l'impulsion des constructions de voies ferrées. Aujourd'hui, les activités sont de nature tertiaire et agricole (élevage du charolais et culture).

### Viticulture
La commune a toujours été riche en viticulteurs. En 1806, on recensait près de 80 vignerons dans les divers hameaux. L'inventaire de 1906 constatait 190 ha de vignobles sur le canton. Actuellement, on recense encore de nombreux petits vignobles dans les hameaux de Segoule, Montgoublin, Sauvry et Chérault.
Le « Tacot » (sorte de petit train) était pratique pour exporter le vin dans d'immenses barriques, que l'on retrouve sur certaines cartes postales anciennes, mais il s'en "roulait" aussi en voiture à cheval et dans les premiers fourgons de l'époque.

### Élevage de chevaux
La race d'Azy, est une race de chevaux obtenue par monsieur Brière d'Azy. Ces chevaux étaient rapides et robustes, parfait pour la vénerie qu'il fit revivre dans la Nièvre, détruisant quelque 1 200 loups dans les forêts nivernaises.

### Sidérurgie
Les activités sidérurgiques étaient pratiquées par diverses entreprises jusque dans les plus petits hameaux :
- Le fourneau d'Azy fondait les minerais de la Jarnosse, de Limon et du Bois d'Azy. En 1770, il fondait 250 tonnes de minerais par an. En 1810, sa production n'était que de 50 tonnes de gueuses et l'exploitant : le sieur Castain, était contraint à la faillite. Repris par le propriétaire, le sieur Leonor Brière d'Azy, ce fourneau produira 75 tonnes en 1813. Une machine à vapeur y fut installée en 1841 mais malgré tout l'activité cessa en 1887 ;
- La forge de Valotte appartient en 1627 au sieur Gasciong. Elle est acquise par Leonor Brière d'Azy en 1840. Elle comportait un feu de mazerie et 2 petits feux d'affinerie, une soufflerie à soufflets et un martinet. Une soufflerie à piston remplaça un peu plus tard deux groupes de soufflets en bois. La chute avait un dénivelé de 4 m, avec un débit faible mais régulier qui permettait à l'usine de tourner toute l'année. Elle pouvait produire, vers 1840, 60 tonnes de petits fers et aciers par an et consommait 250 tonnes de charbon de bois pour ce faire. Elle utilisait les fontes du fourneau d'Azy, distant de 2 km ;
- La forge du Paillot appartenait au Comte du Bourg, avant de devenir la propriété de Leonor Brière d'Azy. Les bois de Sauvry produisaient du minerai, qui alimenta, un temps le haut fourneau de Druy, sur le Gravot ; mais sa teneur en phosphore donnait des fers cassants et son utilisation fut bientôt abandonnée.

Il existait d'autres forges sur le canton tel la forge de la Guesne et la forge des Gamards.
En 1815, 190 ouvriers travaillaient dans les forges et fourneaux de Saint-Benin-d'Azy. La concurrence avec les grosses industries mit fin à toutes activités à la fin de XIXe siècle. Les salaires dans l'industrie était au XIXe siècle de 1 à 3,6 francs pour un homme et 0,75 franc à 1,5 franc pour les femmes. Les enfants étaient eux payés entre 0,50 franc à 1,25 franc et chaque spécialité avait un tarif différent.

### Carrières de pierre
- Carrière la Castinière : où on exploitait la castine, calcaire servant de fondant et épurateur dans l'élaboration de la fonte en haut-fourneau.
- Carrière de Longeron : avant  Maison Rouge à droite de la route en venant de Nevers. Ces pierres servaient à la construction d'escaliers et au dallage des granges dans lesquelles on battait le grain au fléau.
- Carrière de Provencelles : à proximité de Maison Blanche, juste avant le bois. La pierre extraite était de teinte jaunâtre et servait à la construction des maisons alentour.

## Culture locale et patrimoine

### Lieux et monuments

#### Civils et naturels
- Le château du Vieil Azy : le château médiéval fut construit par Gilbert de Saint-Père, puis détruit en partie au début du XVIIIe siècle par Michel de Las, seigneur de Prye, pour y reconstruire une aile plus confortable, terminée en 1722. Il ne subsiste de l'édifice initial qu'une tour. Érigée en marquisat en 1738, la terre d'Azy est passée aux du Bourg de Bozas. Leonor Brière d'Azy l'achète en 1795, et ce sont ses héritiers qui le transforment en ajoutant des éléments gothiques aux bâtiments existants, durant le XIXe siècle. Par alliance, il devient la propriété de Denis Benoist d'Azy, qui le fit remanier à son tour en 1847. De style Renaissance, il a un corps de logis flanqué de quatre tours octogonales ornées de mâchicoulis. La façade, est ornée de colonnes et de motifs sculptés au-dessus de portes et fenêtres.
- Le manoir de Valotte : depuis cinq siècles, ces vieilles pierres, posées par des gens de l'art, maintiennent debout ce manoir aux proportions simples. Deux tours rondes à l'est et à l'ouest, une carrée au nord en façade qui sert d'entrée principale. Cette dernière comporte un escalier de lourdes pierres qui tourne de gauche à droite, du côté étroit des marches. Un pigeonnier, a été reconverti en petite chapelle. Son studio d'enregistrement est aujourd'hui mondialement connu, depuis que Julian Lennon y a enregistré son album intitulé Valotte.
- Le château Neuf d'Azy ou château d'Azy construit en 1847 par le comte Denis Benoist d'Azy après avoir laissé le château du Vieil Azy à son cousin. C'est un architecte angevin, Delarue, qui se chargea des plans et la Nièvre eut ainsi une demeure comme l'Anjou en possède des douzaines, mais qui, dans la région, est seule de son espèce. Viollet-le-Duc ne sévissait pas encore dans ce coin reculé et Delarue a préservé le château des fioritures médiévales, sans toutefois oublier les tours et les toits pointus, dans le ton romantique de la bataille d'Hernani et du lyrisme des Burgraves. Il est classé aux monuments historiques[23].
- Le château de Montgoublin : c'est une grosse maison appartenant à la famille de Saint-Phalle qui s'est illustrée à plusieurs reprises, Niki de Saint Phalle, la célèbre plasticienne cinétique, y passait de temps en temps.
- L'ancienne gare du Tacot (vers 1910) : la ligne se prolongeait jusqu'à Saint-Saulge (alors très prospère, car considérée comme la porte du Morvan), puis Corbigny. Elle passait par Bona où fut construite une gare intermédiaire.
- La nouvelle mairie et le parc Rosa-Bonheur. Le Parc Rosa-Bonheur est planté d'un cèdre multi-centenaire.
- Monument aux morts (1920).
- Moulin de la Guesne (XIXe siècle).
- École communal des garçons (1890) - collège des Amognes.
- Fontaine sur la place de l'église : elle fut construite sur un ancien puits artésien.

#### Religieux
- Église Saint-Bénigne, construite en (1836), architecture néo-classique et agrandie à la fin du XIXe siècle. Ouverte tous les jours[24]
- Bois de l'Hopitôt : Emplacement d'une chapelle disparue de l'ordre de Saint-Jean de Jérusalem dépendant de la commanderie du Feuilloux[25]

### Personnalités liées à la commune
- Rosa Bonheur (1822-1899), artiste peintre, travailla et vécut à Saint-Benin-d'Azy où un parc porte son nom.
- Richard Marillier a été élevé à Segoule. Il consacre d'ailleurs un ouvrage Grandir à Segoule à cette partie de sa vie.
- Famille d'Azy dont Denis Benoist d'Azy (qui est mort dans la commune) et Leonor Brière d'Azy.
- La famille de l'écrivain Jean Drouillet (1911-2005) était originaire de Saint-Benin-d'Azy.
- Le marquis Jacques de Saint-Phalle (1917-2010), pilote du régiment de chasse Normandie-Niémen à partir de 1943, qui repose au cimetière de Saint-Benin d'Azy.
- Pierre Petit (1919-1977), homme politique français, a été maire de la commune.

#### Naissance
- Jean Fourastié (1907-1990), économiste et sociologue français, est né dans la commune.
- Alexandre Alphonse Potelleret (1835-1915), général français, né le 3 septembre 1835 à Saint-Benin-d'Azy.
- Jean-Paul Louis Martin des Amoignes (1850-1925), peintre régionaliste, élève d'Hector Hanoteau, est né dans la commune.

#### Décès
- Paul Vacant (1863-1927), poète français, est mort à Azy le 7 juin 1927.
- Louis Mathieu Poussereau (1855-1931), poète et historien, est mort à Azy le 24 décembre 1931. Il fut inhumé à La Machine.
- La princesse Marie de Croÿ 1875-1968, résistante belge à l'occupant allemand, arrêtée et détenue au cours des deux guerres mondiales, est morte dans la commune.
- Denis Benoist d'Azy.

### Héraldique
| Blason de Saint-Benin-d'Azy | Blason  | Losangé de gueules et d'argent.                  |
| Blason de Saint-Benin-d'Azy | Détails | Le statut officiel du blason reste à déterminer. |